# 御小袖
御小袖（おんこそで）は、足利将軍家に伝来した甲冑。足利尊氏所用の鎧で、将軍の地位とともに伝えられ、後世源義家伝来という伝承が加わった。室町御所の「御小袖の間」で「御小袖御番」という勤番によって警固を受け、北朝の軍事的レガリアとして歴代将軍は着用または帯同して出陣した。室町時代の『異制庭訓往来』6月7日条では、「小袖」の名称で源氏八領の1つとして数えられている（『保元物語』では八領に含まれていない）。

## 概要

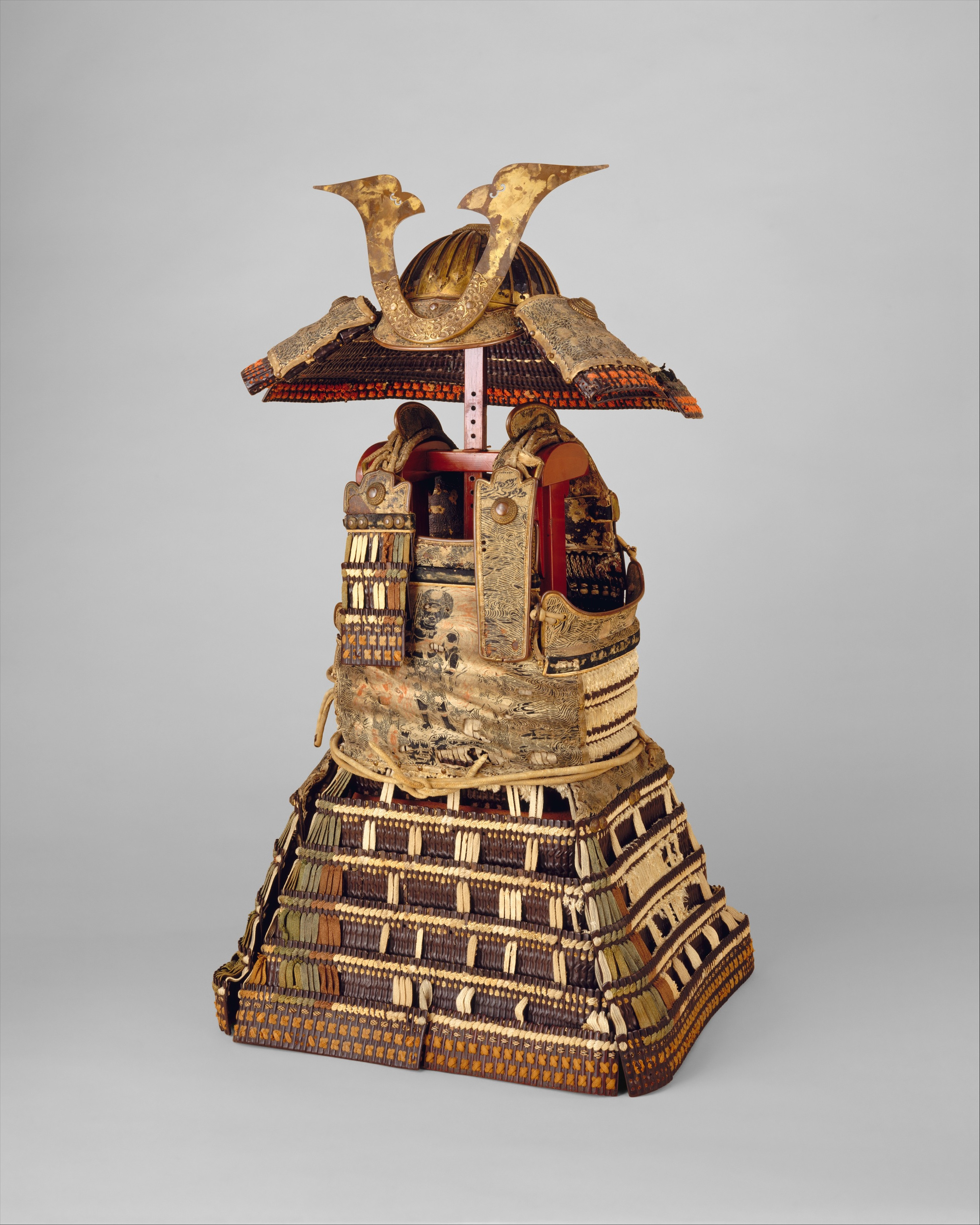
参考・白糸褄取威大鎧（メトロポリタン美術館蔵）、足利尊氏が篠村八幡宮に寄進したとの伝承がある。

御小袖は、足利尊氏所用の鎧であるとされ、足利将軍家に伝えられたことから御小袖と称された。御小袖の初見は『梅松論』下巻で、『太平記』巻27にも見える。のちに源義家伝来という伝承が加わり、『親長卿記』明応2年（1493年）閏4月27日条に「八幡殿御具足、号御小袖」と見える。また『運歩色葉集』には「丸太産衣〈源氏重代也号御小袖也〉」（※〈〉内割注）とあり、源氏八領の源太産衣と同じ鎧とされたようだが、子ども用の鎧の源太が産衣と同一とは考えにくい。鎧の外観については、『梅松論』では唐綾威、永正8年（1511年）奥書の『高忠陣軍聞書』では卯の花威とされている。
御小袖の着用の記録としては、建武3年（1336年）に多々良浜の戦いに出陣した足利尊氏が「勢田の野田の大宮司」に着用させたというもの（『梅松論』下巻）、貞和5年（1349年）8月、観応の擾乱中に将軍御所を高師直が包囲した際に尊氏が着用したというもの（『太平記』巻27）、明徳の乱に際し足利義満が出陣時に身に付けたというもの（『明徳記』）がある。正長2年（1429年）に将軍に就任した足利義教は寝殿で御小袖の着用を行っている（『満済准后日記』同年3月9日条）。
足利義政の時代には「御小袖御拝見」という、将軍が御小袖を観覧する儀式を1代に1度行うことが慣例となり、義政は長禄4年（1460年）7月に御小袖御拝見を行っている。足利義材は延徳3年（1491年）8月23日に御小袖御拝見を実施した。
御小袖は「御小袖の間」という専用の空間を室町御所に設けて安置された。「御小袖の間」の名称は足利義教の時代から現れるが、足利義持のころから同様の特別な空間に御小袖が置かれていたことが史料上確認できる。御小袖の間は、『満済准后日記』永享4年（1432年）正月8日条・5月8日条によれば、室町御所の寝殿の北向障子の西にあり、2畳の御座の上に3尺ほどの高さの白木の机の上に笹丸とともに御小袖が安置されており、四方を注連縄で囲んでいたという。また御小袖御番という勤番があり警固を行った。足利義尚が長享元年（1487年）に近江に出陣した際は、その陣所となった真宝館にも御小袖の間が設置された。15世紀前半から16世紀には、御小袖の間を新造して御小袖が渡御する際や御小袖の帰洛の際に儀式が行われており、御小袖は北朝王権の軍事的レガリアとしての地位を獲得していた。
御小袖は神秘性を持って語られるようになり、『言継卿記』永禄8年（1565年）6月10日条では、嘉吉の変に際して御小袖の間が鳴動したことや、足利義政の代にも鳴動があったことが語られ、同年5月19日に発生した永禄の変の際も日に3度の鳴動があり永禄の変で討たれた足利義輝は用心が足りなかったとしている。
永禄8年（1565年）5月19日、永禄の変が発生した際、足利義輝が御小袖を着用して奮戦したとの記述が『江陽屋形年譜』にあるが、同書は沢田源内による偽書とされている。『言継卿記』同日条に「御小袖之唐櫃」が伊勢貞助に警固されて禁中に預けられたことが見えるため『江陽屋形年譜』の記述は疑わしいとみられている。御小袖に関する言及は『お湯殿の上の日記』同年10月26日条を最後とし、御小袖はそれ以降歴史から姿を消す。
ニューヨーク・メトロポリタン美術館には足利尊氏が篠村八幡宮に寄進したという伝承のある甲冑が収蔵されており、この甲冑を御小袖とみる説もあるが、形式としては南北朝時代のもので、尊氏所用とは言いがたい。